# George Buc
George Buc (1560-1622) fue un anticuario que trabajó como Maestro de ceremonias para el Rey Jacobo I de Inglaterra.  Sir George descendía de Sir John Buck, partidario de Ricardo III que había sido ejecutado después de la batalla de Bosworth. Fue Buc quien descubrió la copia del acta del parlamento, Titulus Regius, que llevó a Ricardo al trono. Lo encontró en la crónica de Croyland, una de las fuentes para su History of King Richard III (Historia del Rey Ricardo III), publicada en 1619. 
Buc afirmó haber visto una carta escrita por Isabel de York a John Howard, I Duque de Norfolk, poco después de la muerte de la reina Ana Neville, en la que Isabel declaraba su amor por el rey Ricardo y sus esperanzas de convertirse en su esposa. En palabras de Buc, la carta pide a Norfolk "que abogue por ella ante el Rey, en pro del matrimonio propuesto entre ellos", quien, como ella escribió, era su "única alegría en este mundo", y que ella le pertenecía, en su corazón y en su pensamiento: "insinuando al mismo tiempo que ya había pasado la mayor parte de febrero, y que temía que la Reina no muriera nunca". La carta, si alguna vez existió, está hoy perdida. Buc perdió el favor de la corte, quedó abrumado por las deudas y murió loco.
- Datos: Q5537393